# 2241 Alcathous
A 2241 Alcathous (alternatív neve 1979 WM) egy kisbolygó a Naprendszerben. Charles T. Kowal fedezte fel 1979. november 22-én.